# Barnet (borough)
Barnet (London Borough of Barnet) is een Engels district of  borough in de regio Groot-Londen, gelegen in het noorden van de metropool. De borough telt 387.803 inwoners. De oppervlakte bedraagt 87 km².
Van de bevolking is 14,5% ouder dan 65 jaar. De werkloosheid bedraagt 3,4% van de beroepsbevolking (cijfers volkstelling 2001).
Het administratief hoofdkwartier van het district Barnet ligt overigens niet in de wijk Barnet, maar in Hendon.

## Wijken in Barnet
- Barnet
- East Barnet
- East Finchley
- Edgware
- Finchley
- Golders Green
- Hendon
- Mill Hill
- New Barnet
- North Finchley
- Totteridge
- Whetstone